# Greenwich (Ohio)
Pour les articles homonymes, voir Greenwich.
Greenwich est un village américain situé dans le comté de Huron, dans l’Ohio. Selon le recensement de 2010, sa population est de 1 476 habitants.